# Wrestling
Wrestling is een Amerikaanse film uit 1892. De film werd gemaakt door Thomas Edison en toont twee mannen die aan het  worstelen zijn.